# Clare Azzopardi
Clare Azzopardi (* 5. Juli 1977 in San Ġiljan) ist eine maltesische Schriftstellerin, die für Erwachsene und Kinder schreibt.

## Leben
Clare Azzopardi studierte an der Universität Malta und absolvierte den Masterstudiengang Lehramt an der Universität Sheffield. Sie ist die Leiterin des Fachbereiches Maltesisch am Ġ.F. Abela Junior College in Msida.

## Werke
Sie schreibt Gedichte und Kurzgeschichten auf Maltesisch, die bereits in zahlreichen Sammelbänden erschienen sind. Ihre Werke wurden auch als Übersetzungen in mehreren Literaturzeitschriften, wie In Focus, Transcript, Words Without Borders, West 47, Lettre International (Ungarn) und Kulturas Form, veröffentlicht.
2005 veröffentlichte sie die englischen Übersetzungen der zwei Kurzgeschichten Others sowie Across. Im Jahr 2006 brachte sie eine Sammlung an maltesischen Kurzgeschichten heraus, Il-Linja l-Ħadra (wörtl.: Die grüne Linie). Clare Azzopardi schreibt auch Theaterstücke, u. a. In-Nisa Maltin jafu kif (wörtl.: Maltesische Frauen wissen wie), Pretty Lisa und L-Interdett Taħt is-Sodda (wörtl.: Das Interdikt unter dem Bett), was ebenfalls auf Französisch (Éditions Théatrales) und Arabisch (I-ACT) veröffentlicht wurde. Sie nahm bereits an verschiedenen Literaturfestivals, wie das Jaipur Literature Festival und das vRlsak Festival in Rijeka, teil.